# Ñ (слово латинице)
Ñ ñ (Ñ ñ; искошено: Ñ ñ) (шпански: ење, [ˈеɲе]), је слово модерног латиничног писма, формирано постављањем тилде (на шпанском се назива virgulilla) на велико или мало слово Ñ.
Постао је део шпанске абецеде у XVIII веку, када је први пут формално дефинисано, али је касније коришћен у другим језицима, као што су галицијски, астуријски, арагонски, Графија де Уеска, баскијски, чавакански, неки филипински језици (посебно филипински и Бисаиан), чаморо, гварани, кечуа, мапудунгун, мандинка, папијаменто и тетум абецеде, као и у латиничном пресловљавању тохарског и многих индијских језика, где представља [ɲ] или [нʲ]. Представља [ŋ] на кримскотатарском, казахстанском, ALA-LC на романизацији за туркијске језике, Заједничком туркијском алфабету, науруански и романизовани квенијски језик. На бретонском и језику у Рохинџи, означава се назализација претходног самогласника
Многи говорници португалског користе ово писмо у неформалном интернет језику да представљају реч não (не). За разлику од многих других слова која користе дијакритичке знакове (као што су Ü на каталонском и шпанском, и Ç на каталонском, француском, португалском и понекад на шпанском), Ñ на шпанском, галицијском, баскијском, астуријском, леонском, гваранском и филипинском се сматра засебним словом и има своје име (на шпанском: ење) и своје место у азбуци (после N). 
Историјски, долазило је од суперскриптне скраћенице за удвостручено N. Његова азбучна независност је слична германском W, која потиче од удвострученог U (упркос томе што изгледа као да је формирано од удвострученог V).

## Рачунарски кодови и коришћење
Дугме Ñ на шпанској тастатури се налази десно од дугмета L.
| Знак                      | Ñ                                 | Ñ                                 | ñ                               | ñ                               |
| ------------------------- | --------------------------------- | --------------------------------- | ------------------------------- | ------------------------------- |
| Назив у Уникоду           | LATIN CAPITAL LETTER N WITH TILDE | LATIN CAPITAL LETTER N WITH TILDE | LATIN SMALL LETTER N WITH TILDE | LATIN SMALL LETTER N WITH TILDE |
| Врста кодирања            | децимална                         | хексадецимална                    | децимална                       | хексадецимална                  |
| Уникод                    | 209                               | U+00D1                            | 241                             | U+00F1                          |
| UTF-8                     | 195 145                           | C3 91                             | 195 177                         | C3 B1                           |
| Нумеричка референца знака | &#209;                            | &#xD1;                            | &#241;                          | &#xF1;                          |
| Нумеричка референца знака | &Ntilde;                          | &Ntilde;                          | &ntilde;                        | &ntilde;                        |

## Слична слова
N n
Nj nj